# Santa Bárbara do Sul

Bandera de Santa Bárbara do Sul

Escudo de armas de Santa Bárbara do Sul

Santa Bárbara do Sul (en español: Santa Bárbara del Sur) es un municipio brasileño del estado de Rio Grande do Sul.
Se encuentra ubicado a una latitud de 28º21'30" Sur y una longitud de 53º14'50" Oeste, estando a una altitud de 511 metros sobre el nivel del mar. Su población estimada en el año 2004 era de 10.035 habitantes.
Ocupa una superficie de 958,62 km².
- Datos: Q194357
- Multimedia: Santa Bárbara do Sul / Q194357